# Okinotorishima
Okinotorishima (沖ノ鳥島?) è un atollo appartenente al Giappone. È conosciuto anche con il nome di Parece Vela con cui gli spagnoli lo scoprirono.

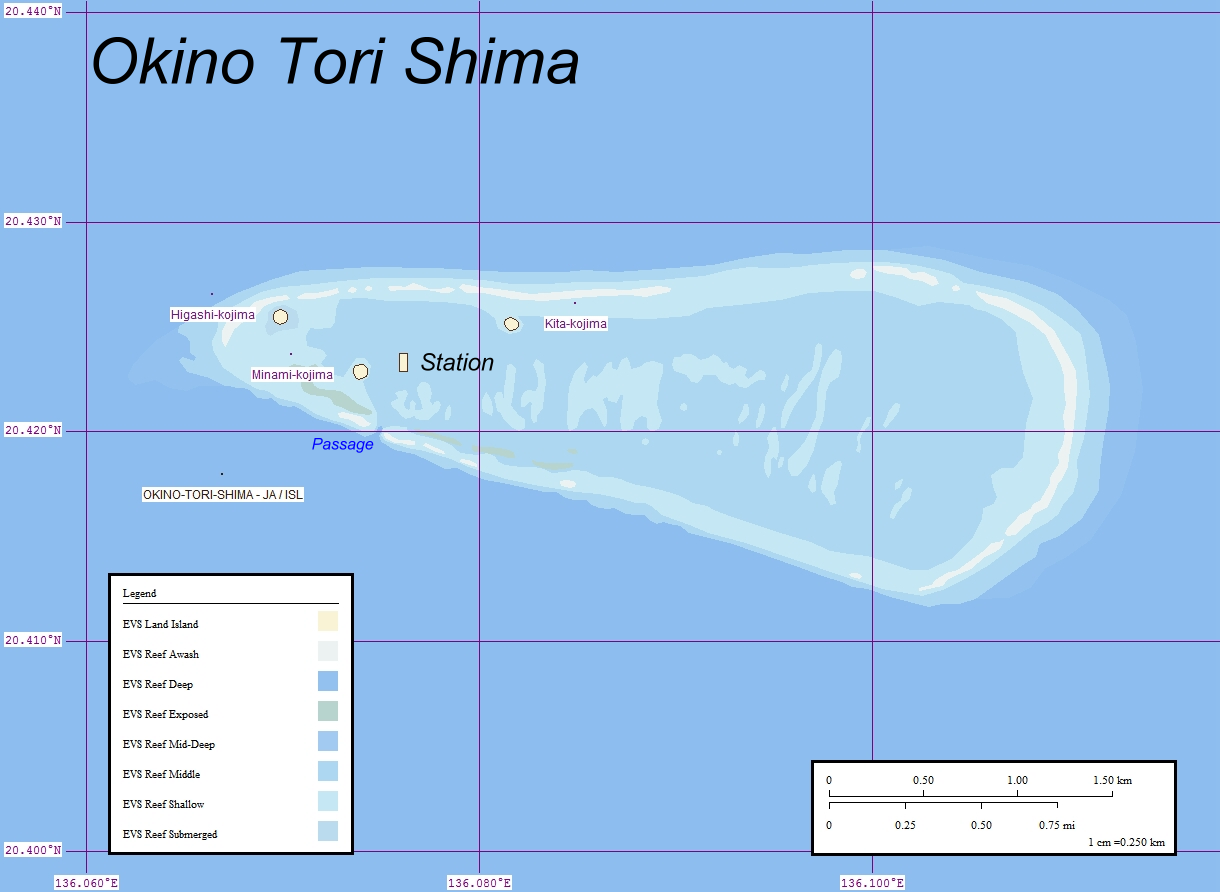
Mappa dell'atollo

Sembra che l'atollo sia stato segnalato per la prima volta da Bernardo de la Torre nel 1543, ma fu certamente scoperto da Miguel López de Legazpi nel 1565 con il nome di Parece Vela (in italiano Assomiglia ad una vela).
L'atollo sorge a 1740 km da Tokyo. Il nome in giapponese significa Isola remota degli uccelli.